# Amadeo de Souza-Cardoso
Amadeo de Souza-Cardoso, född 14 november 1887 in Amarante –  död 25 oktober 1918 in Espinho, var en portugisisk målare, en pionjär inom modern konst.

## Biografi
Även om han hade ett kort liv, är hans verk en enastående referens inom portugisiskt måleri. Han tillhörde den första generationen portugisiska modernistiska målare. Han var influerad av rörelser som impressionism, kubism, futurism och expressionism, och han nådde ofta en nivå som var jämförbar med tidens mest framstående konstnärliga produktion.
Han studerade i Lissabon, främst i Paris och senare i Bryssel. Han blev vän med konstnärer och författare som Amedeo Modigliani, Gertrude Stein, Juan Gris, Alexander Archipenko, Max Jacob och det gifta paret Robert Delaunay och Sonia Delaunay. Dessutom kom han även i kontakt med andra portugisiska artister som Almada Negreiros och Santa-Rita Pintor. Han träffade Antoni Gaudí i Barcelona 1914.
Han påverkades först av den katalanska målaren Anglada Camarasas impressionism. Omkring 1910 var han redan mer influerad av både kubism och futurism. 1913 ställde han ut på Armory Show i Chicago, USA, och några av dessa målningar finns nu på amerikanska museer. 1916 ställde han ut 114 konstverk i Porto under mottot "Abstraccionismo", som också ställdes ut i Lissabon. Amadeo de Souza-Cardoso utforskade expressionismen, och i sina sista verk prövade han nya tekniker och andra former av plastiska uttryck.
Han dog 1918, 30 år gammal, av influensa, vilket markerade ett plötsligt slut på en lovande karriär.